# عبد العزيز طاهر
عبد الـ عزيز طاهر هو مصارع هاوي مغربي، ولد في 27 يوليو 1961.

## وصلات خارجية
- عبد العزيز طاهر على موقع أوليمبيديا (الإنجليزية)